# Astragalus lancearius
Astragalus lancearius är en ärtväxtart som beskrevs av Asa Gray. Astragalus lancearius ingår i släktet vedlar, och familjen ärtväxter. Inga underarter finns listade i Catalogue of Life.